# Saint-Hilarion (Yvelines)
Pour les articles homonymes, voir Saint-Hilarion.
Saint-Hilarion est une commune française située dans le département des Yvelines en région Île-de-France.

## Géographie

Localisation de Saint-Hilarion dans les Yvelines.

### Situation
La commune de Saint-Hilarion se situe dans le Sud-Ouest du département des Yvelines, à la limite de l'Eure-et-Loir, à 10 km environ au sud-ouest de Rambouillet, sous-préfecture, et à 40 km environ au sud-ouest de Versailles, préfecture du département.

### Communes limitrophes
| Hermeray                                  |                | Gazeran |
| Raizeux                                   | Saint-Hilarion |         |
| Droue-sur-Drouette Épernon (Eure-et-Loir) | Émancé         |         |

### Hydrographie
Saint-Hilarion se trouve dans le bassin versant de l'Eure, affluent de rive gauche de la Seine.
Le territoire communal est irrigué par la Guéville, petite rivière de 17 km de long. Affluent de la Drouette qu'elle rejoint dans la commune voisine d'Épernon, la Guéville prend sa source dans le parc du château de Rambouillet et s'écoule dans la commune de Saint-Hilarion selon une orientation nord-est - sud-ouest. Son cours suit en partie la limite intercommunale entre Saint-Hilarion et Droué-sur-Drouette. Elle reçoit sur sa rive droite, près du hameau de Saint-Antoine, le ruisseau de la Mare Plate, ruisseau de 2,5 km de long qui prend sa source dans la commune et s'écoule du nord vers le sud.
Une retenue sur la Guéville, à la limite avec la commune de Gazeran, alimente les pièces d'eau du parc du château de Voisins. La rivière alimente d'autres étangs au long de son cours, dont l'étang de Saint-Hilarion, étang artificiel de 8 000 m2 creusé en 1936.

### Transports et voies de communications

#### Réseau routier
Saint-Hilarion est traversée par la D 906 qui relie Rambouillet à Épernon.

#### Desserte ferroviaire
La commune de Saint-Hilarion est traversée par la ligne de chemin de fer reliant Paris à Chartres, mais ne dispose pas de gare. Les arrêts les plus proches sont à Gazeran et à Épernon.

#### Bus
La commune est desservie par les lignes 24 et 89 du réseau de bus Centre et Sud Yvelines.

### Climat
Pour des articles plus généraux, voir Climat de l'Île-de-France et Climat des Yvelines.
En 2010, le climat de la commune est de type climat océanique dégradé des plaines du Centre et du Nord, selon une étude du CNRS s'appuyant sur une série de données couvrant la période 1971-2000. En 2020, Météo-France publie une typologie des climats de la France métropolitaine dans laquelle la commune est exposée à un climat océanique altéré et est dans la région climatique Sud-ouest du bassin Parisien, caractérisée par une faible pluviométrie, notamment au printemps (120 à 150 mm) et un hiver froid (3,5 °C).
Pour la période 1971-2000, la température annuelle moyenne est de 10,5 °C, avec une amplitude thermique annuelle de 14,8 °C. Le cumul annuel moyen de précipitations est de 642 mm, avec 11 jours de précipitations en janvier et 8,1 jours en juillet. Pour la période 1991-2020, la température moyenne annuelle observée sur la station météorologique la plus proche, située sur la commune de Houx à 10 km à vol d'oiseau, est de 11,2 °C et le cumul annuel moyen de précipitations est de 622,1 mm,. Pour l'avenir, les paramètres climatiques de la commune estimés pour 2050 selon différents scénarios d'émission de gaz à effet de serre sont consultables sur un site dédié publié par Météo-France en novembre 2022.

## Urbanisme

### Typologie
Au 1er janvier 2024, Saint-Hilarion est catégorisée commune rurale à habitat dispersé, selon la nouvelle grille communale de densité à sept niveaux définie par l'Insee en 2022.
Elle appartient à l'unité urbaine d'Épernon, une agglomération inter-régionale regroupant six  communes, dont elle est une commune de la banlieue,,. Par ailleurs la commune fait partie de l'aire d'attraction de Paris, dont elle est une commune de la couronne,. Cette aire regroupe 1 929 communes,.

### Occupation des solssimplifiée
Le territoire de la commune se compose en 2017 de 91,41 % d'espaces agricoles, forestiers et naturels, 4,33 % d'espaces ouverts artificialisés et 4,26 % d'espaces construits artificialisés.

### Occupation des solsdétaillée
Le tableau ci-dessous présente l'occupation des sols de la commune en 2018, telle qu'elle ressort de la base de données européenne d’occupation biophysique des sols Corine Land Cover (CLC).
| Type d’occupation                             | Pourcentage | Superficie (en hectares) |
| --------------------------------------------- | ----------- | ------------------------ |
| Tissu urbain discontinu                       | 4,3 %       | 61                       |
| Terres arables hors périmètres d'irrigation   | 28,9 %      | 412                      |
| Prairies et autres surfaces toujours en herbe | 10,4 %      | 149                      |
| Systèmes culturaux et parcellaires complexes  | 2,1 %       | 30                       |
| Forêts de feuillus                            | 54,3 %      | 774                      |
| Source : Corine Land Cover                    |             |                          |

### Hameaux et lieux-dits de la commune
- La Bellanderie, nom depuis 1740, (Bois des Gaubiers [1273]),
- Bellevue, nom d'origine depuis 1710,
- les Belles Vues, nom d'origine depuis le cours des années 1970,
- le Bois Billard, (les Mazures Charlotte [XVIIIe siècle], ) forme actuelle depuis le XVIIe siècle,
- les Buttes Noires, fin du XIXe siècle,
- le Fléau, (les Féaus[1317], les Féaulx[1375], le Fayet[1400], Le Fléau[XVIe siècle], le Féau[1766], le Feillau ou le Filleau [XVIIIe siècle]),
- Fosseuil [1375], (Fosseul[1497], Fousseul[1654], Fosseuil[XVIIIe siècle], Fauceur [1724], Fauceuil [XXe siècle]),
- la Ganivelle [1750], (anciennement Maison Mauduit [fin XVIIe siècle]),
- le Grand Goulet et le Petit Goulet, forme actuelle depuis le XVIIIe siècle, (Goullet [1273], "la Mairie de Goulet et le Petit Goulet" [XVIIe siècle]),
- les Grands Genêts [XXe siècle],
- les Hautes Bruyères, nom d'origine depuis le XVIIIe siècle,
- Hymer [1387], (Hymers[1497]), la maison d'Hymer disparut peu après 1775, une nouvelle a été construite vers 1840,
- Le Moulin d'Ameil [1160], forme actuelle depuis le XVIIIe siècle, (Amulio, Amolio, Amelio[1203,Lat.], Aismuy[1230], Amuleil[1283 et 1497]),
- le Moulin Neuf [vers 1540], dénomination actuelle depuis 1750, (le Moulin de Lépine [1545]),
- Peut-Être, dénomination actuelle depuis 1792, (la Planche [XVIIIe siècle], les Basses-Bruyères [1770], ),
- le Rossay, forme actuelle XVIIe siècle, (Rocei[1176-1181, Lat.], Roceio[1203,Lat.], Rossay [1497], le Rousseau [1556]),
- Saint-Antoine, forme actuelle depuis 1660, (la Rivière [XVIe siècle]),
- Saint-Hilarion "le village", forme actuelle XVIIe siècle, (Sancto Hylario [1219,Lat.], Sainct-Hyllarion [1497]),
- Saint-Sec, dénomination actuelle depuis 1792, (le Coin du Bois de la têtée [1789], Sincet [1791]),
- Séry, forme actuelle depuis 1792, (Seria [1250,Lat.], Serye [1497], ),
- Voisins, forme actuelle XIIIe siècle, (Visiniolo [768,Lat.], Vicini [XIIIe siècle,Lat.], Veisins[1168], Voisin et Voisins, Grand et Petit Voisins [1375]).

### Hameaux et lieux-dits abandonnés ou désaffectés
- Le Bois Dieu, (Boys Dieu au XVe siècle, rattaché à Hermeray à la Révolution),
- la Butte [XIXe siècle],
- la Croix Brisée [XIXe siècle],
- L'Essart [XVIIIe siècle],
- Filardeaux (Feuillardeaux(1467), les Feuillardeaux et les Filardeaux au XVIIIe siècle),
- Fieuze [1273], (le Gibet, le Pain-de-Sucre, la Tuilerie),
- les Fossés [1467] (voir les Granges),
- le Gibet (voir Fieuze),
- les Granges [1230], (les Fossés et les Granges [1467], Lls Granches [1497], le Parc des Fossez [1650]),
- les Granges du Rossay [1467] (voir La Valetterie),
- Gué Bazin [1653],
- le Parc des Fossez (voir les Granges),
- le Pain de Sucre [fin XIXe-Déb.XXe siècle], (voir Fieuze),
- le Point du Jour [1792],
- la Mare Plate [1769], (Saunier [1710]),
- le Parc (voir Les Granges),
- le Plessis [XVIIe siècle], (bois du Plessis-de-Rossay[1487]), la Maison des Vignes / Lespagnon avant 1870),
- Saunier [1710] (voir la Mare Plate),
- le Tertre, (Le Tartre[1375]), les 2 termes utilisés aux XVIIe et XVIIIe siècles,
- la Tuilerie (voir Fieuze), la Tuilerie utilisée depuis le XIXe siècle,
- la Valetterie [1655], (les Granges du Rossay [1467]).

## Toponymie
Le nom de la localité est attesté sous la forme Sancti Hylario, Les Roches en 1793, Saint Hilarion en 1795.
Saint-Hilarion est un hagiotoponyme issu du nom latin Hilario dérivé de hilarus, nom popularisé par un saint, Hilarion de Gaza.
Cette commune a été baptisée « les Roches » de 1793 (brumaire an II) à 1795.

## Histoire
Site habité dès le Néolithique [-9000 -3300], ce qui est attesté par la découverte de nombreux outils en pierre. Au XIXe siècle une vingtaine d'objets dispersés sur le territoire (haches, couteaux, racloirs, pointes de lance) ; une hache en pierre éclatée, un couteau de même facture et une autre hache en pierre polie à la Croix-Boisée ; plusieurs autres ont été mises au jour au Fléau. Une autre encore, de 15 cm, en silex pyromaque, a été trouvée en 1889 dans la contrée de Fosseuil ; une en pierre polie de 25 cm lors de la modification du tracé de la route nationale 10 (actuellement RD 906) dans la côte d'Hymer; une autre encore dans le parc du château (de Voisins). Du côté de Batonceau (vers Emancé), un petit pilon de pierre accompagnant une sorte de mortier. Enfin, un racloir non expertisé en 1982 aux Belles Vues.
Plus près de nous, ce territoire était occupé par les Gaulois de la Gaule celtique qui dépendaient de la Civitas Carnutum (groupement de tribus Carnutes) que les Romains, dont la présence est attestée par la découverte de pièces de monnaie aux effigies de césars, ont rattachée au IVe siècle de notre ère à la province Lyonnaise IV° (découpage administratif de la Gaule lyonnaise [Gallia Lugdunensis]).
Jusqu'à la Révolution la paroisse était l'unité administrative. La commune actuelle de Saint-Hilarion a été constituée par la réunion de trois paroisses : Séry, Saint-Hilarion et Voisins.
L'église dédiée à saint Hilarion a été édifiée au XVe siècle à côté de la chapelle dédiée à la Vierge, et nommée à l'époque : "des seigneurs de Saint Hilarion" (elle sera appelée ultérieurement chapelle de Saint Hilarion dans les documents par contraction de langage). La paroisse de Saint-Hilarion créée autour de cette chapelle est attestée depuis le début du XIIe siècle. Elle a été dédiée à ce saint, Hilarion, (disciple de saint Antoine) et dont quelques restes auraient été rapportés de la troisième croisade par Pierre de Voisins, père de Guillaume, à ne pas confondre avec le fils de ce dernier, Pierre Ier de Voisins, qui eux participèrent à la croisade contre les Albigeois aux côtés de Simon de Montfort. On peut supposer que c'est le lien spirituel entre Hilarion et Antoine qui a dû conduire à dédier à ce dernier la nouvelle chapelle édifiée vers 1590 à une demi-lieue (environ 2 km) plus à l'ouest. La chapelle de Saint-Antoine a été vendue comme bien national le 15 juin 1791.
Dès 1634, l'état de la nef de l'église avait nécessité sa reconstruction. L'entretien de la chapelle qui se délabrait devenait superflu, et elle a finalement été démantelée en 1654. Seul un pignon découpé d'une immense fenêtre de forme ogivale reste témoin, encore de nos jours, de cet ancien lieu de culte.
La chapelle de Voisins située à l'extrémité nord-ouest du hameau du Rossay dont la construction remonte à 1225 (au plus tard) est attestée par un revenu de 20 livres pour 5 paroissiens octroyé par Guérard (pouillé du diocèse de Chartres).
Séry (Seria), faubourg d'Épernon, apparaît dans un texte officiel dès 1250 sous sa forme latine.
Saint-Hilarion était sous la protection des seigneurs d'Épernon. Le bourg aux avant-postes de cette place forte a essuyé toutes les agressions du Moyen Âge : attaques et dévastation successives, des alliés des Anglais tel Foulques le Réchin Comte d'Anjou (1093), puis des Normands (1098). Simon de Montfort résista aux armées de Guillaume le Roux qui commandait l'armée anglaise (1138 - Montfort, Épernon, Neauphle et Maule). L'armée anglaise, vaincue, s'est retirée non sans avoir ravagé la campagne autour de ces places. Peu de temps après, toujours en 1138, Simon III de Montfort (qui n'est pas le Simon de Montfort précédemment cité) par ressentiment envers Louis VII de France, dit le Jeune, se mit du côté d'Henri II roi d'Angleterre et lui livra Épernon et la campagne attenante. Il faudra attendre la fin de la guerre de Cent Ans pour que le calme revienne, enfin, sur le territoire de Saint-Hilarion.
Mais c'était Le Rossay qui était l'épicentre de la vie de ce territoire dépendant de l’évêché de Chartres, et plus particulièrement le domaine de Voisins. Celui-ci ne consistait qu'en un simple manoir dans une clôture de deux arpents en 1375.
Ce nom apparaît pour la première fois en 768 lorsque Pépin le Bref sur son lit de mort indiquait qu'il léguait l'Yveline, (constituée de) Voisins, Rambouillet et Hermeray, par une charte de donation à l'abbaye de Saint-Denis. Au Xe siècle, toute la contrée passa au domaine de Montfort nouvellement créé. Le château de Voisins n'a cessé depuis d'être réaménagé, et ce jusqu'au XIXe siècle. Un nouveau château a été construit de 1903 à 1906 à l'initiative du comte de Fels pour remplacer celui qu'il avait acquis en 1892.
Village occupé par les "Alliés" (420 Autrichiens, 18 Russes, 7 Cosaques) du 14 au 23 avril 1814. Le 18 juillet 1815, bivouac à Voisins de 180 Cosaques qui procèdent à des réquisitions (viande, eau-de-vie, vin, vêtements, marchandises diverses, draps et linge, bottes de foin, pois, lentilles, blé, avoine). Dégâts importants et pillages lors du passage de retour des troupes prussiennes du 20 juillet au 14 octobre 1815.
Village occupé par les Prussiens en 1870.

## Politique et administration

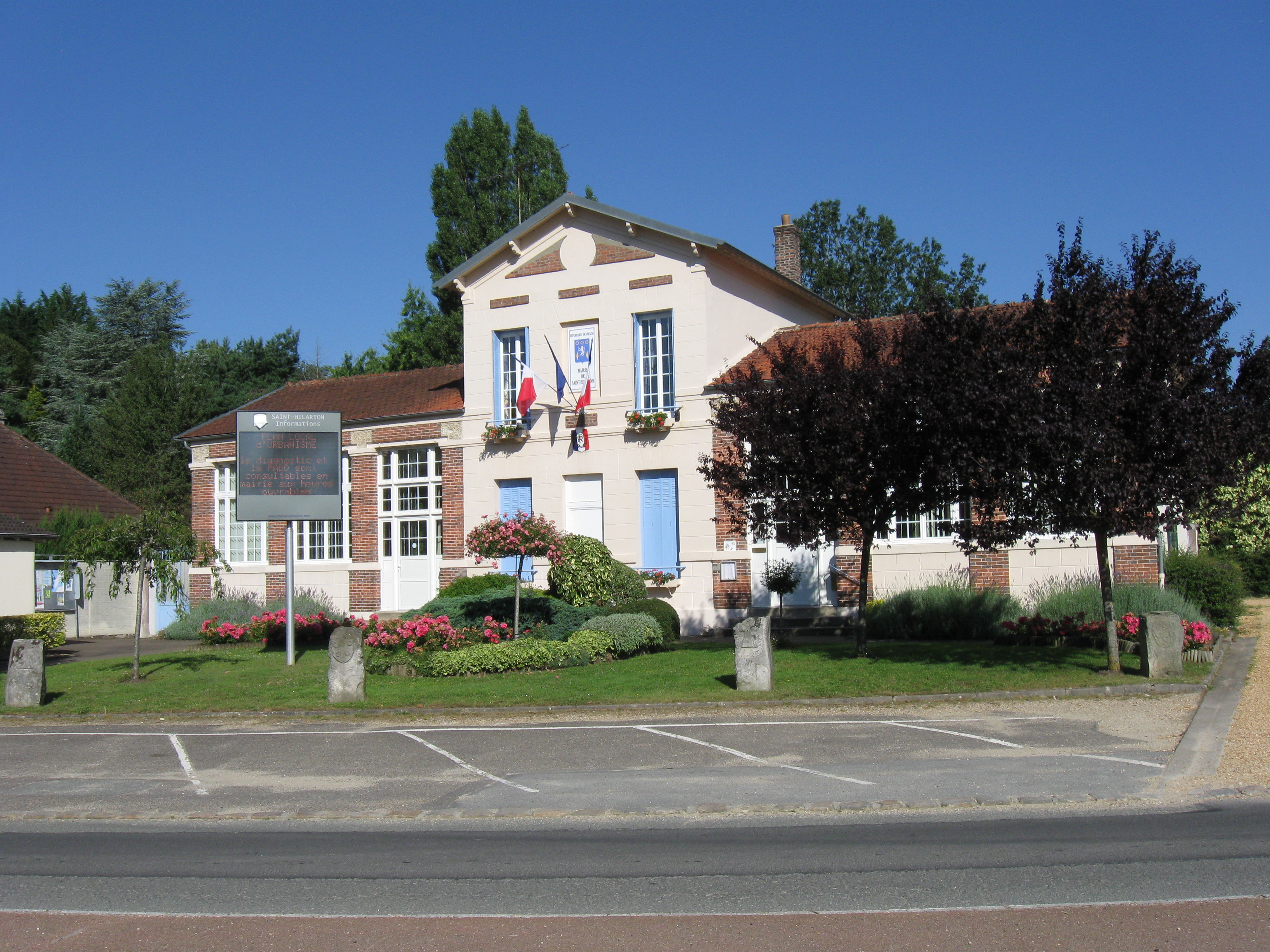
La mairie-école.

### Ancien Régime
Sous l'Ancien Régime, le dernier seigneur de Voisins a été René Croismare, qui sera maire de la "municipalité de Rambouillet" sous le Directoire.
La Constitution du 5 fructidor an III (22 août 1795, "directoire") a modifié l'organisation des communes. Les onze communes du canton de Rambouillet créé en 1789 ont été réunies en une municipalité unique située à Rambouillet lors de la publication du décret d'application de la Constitution (1er vendémiaire an IV - 23 septembre 1795). Les communes n'étaient plus des municipalités, mais se faisaient représenter par un agent électoral assisté d'un adjoint pouvant le remplacer selon certaines modalités. La commune de Saint-Hilarion fut rebaptisée "Les Roches" durant cette période, elle reprendra son nom de Saint-Hilarion avec le Consulat.
La constitution du 22 frimaire an VIII (promulguée le 25 décembre 1799, ratifiée par plébiscite le 7 février 1800, "consulat") modifia une nouvelle fois l'organisation des communes. Chaque commune redevint alors une municipalité.
Durant la période du Directoire (Constitution an III), à savoir de 1795 à 1800 :
René Croismare, dernier seigneur de Voisins avant la Révolution, a été le premier maire élu de la municipalité de Rambouillet (11 communes). Il abandonnera cette fonction pour se rendre à l'étranger en vendémiaire an VIII.
Pour Les Roches , les agents municipaux délégués à la municipalité de Rambouillet ont été les suivants :
An IV - an V ; agents : Michel Blanchard et Pierre Lion ; adjoint : Pichard, remplacé après démission par le citoyen Lion.
An VI ; agents : Thomas Bonnet et Louis-Claude Mauzaize ; adjoint : Blanchard.
An VII - an VIII ; agents : Louis-Claude Mauzaize et Nicolas Lion ; adjoint : Marchand.

### Instances administratives et judiciaires
La commune de Saint-Hilarion appartient au canton de Rambouillet et est rattachée à la communauté d'agglomération Rambouillet Territoires (RT). Sur le plan électoral, la commune est rattachée à la dixième circonscription des Yvelines, circonscription à dominante rurale du sud-ouest des Yvelines centrée autour de Rambouillet.
Sur le plan judiciaire, Saint-Hilarion fait partie de la juridiction d’instance de Rambouillet et, comme toutes les communes des Yvelines, dépend du tribunal de grande instance ainsi que de tribunal de commerce sis à Versailles,.

## Population et société

### Démographie

#### Évolution démographique
L'évolution du nombre d'habitants est connue à travers les recensements de la population effectués dans la commune depuis 1793. Pour les communes de moins de 10 000 habitants, une enquête de recensement portant sur toute la population est réalisée tous les cinq ans, les populations de référence des années intermédiaires étant quant à elles estimées par interpolation ou extrapolation. Pour la commune, le premier recensement exhaustif entrant dans le cadre du nouveau dispositif a été réalisé en 2007.

En 2022, la commune comptait 988 habitants, en évolution de +8,93 % par rapport à 2016 (Yvelines : +2,72 %, France hors Mayotte : +2,11 %).
| 1793 | 1800 | 1806 | 1821 | 1831 | 1836 | 1841 | 1846 | 1851 |
| ---- | ---- | ---- | ---- | ---- | ---- | ---- | ---- | ---- |
| 406  | 391  | 426  | 435  | 529  | 548  | 508  | 528  | 512  |

| 1856 | 1861 | 1866 | 1872 | 1876 | 1881 | 1886 | 1891 | 1896 |
| ---- | ---- | ---- | ---- | ---- | ---- | ---- | ---- | ---- |
| 500  | 495  | 501  | 511  | 540  | 553  | 539  | 506  | 535  |

| 1901 | 1906 | 1911 | 1921 | 1926 | 1931 | 1936 | 1946 | 1954 |
| ---- | ---- | ---- | ---- | ---- | ---- | ---- | ---- | ---- |
| 532  | 482  | 507  | 416  | 378  | 368  | 365  | 426  | 394  |

| 1962 | 1968 | 1975 | 1982 | 1990 | 1999 | 2006 | 2007 | 2012 |
| ---- | ---- | ---- | ---- | ---- | ---- | ---- | ---- | ---- |
| 450  | 440  | 557  | 637  | 781  | 799  | 883  | 895  | 893  |

| 2017 | 2022 | - | - | - | - | - | - | - |
| ---- | ---- | - | - | - | - | - | - | - |
| 920  | 988  | - | - | - | - | - | - | - |

#### Pyramide des âges
En 2018, le taux de personnes d'un âge inférieur à 30 ans s'élève à 34,3 %, soit en dessous de la moyenne départementale (38 %). À l'inverse, le taux de personnes d'âge supérieur à 60 ans est de 23,4 % la même année, alors qu'il est de 21,7 % au niveau départemental.
En 2018, la commune comptait 450 hommes pour 491 femmes, soit un taux de 52,18 % de femmes, légèrement supérieur au taux départemental (51,32 %).
Les pyramides des âges de la commune et du département s'établissent comme suit.
| Hommes | Classe d’âge | Femmes |
| ------ | ------------ | ------ |
| 0,2    | 90 ou +      | 0,2    |
| 6,2    | 75-89 ans    | 6,2    |
| 17,0   | 60-74 ans    | 16,9   |
| 24,1   | 45-59 ans    | 23,2   |
| 18,9   | 30-44 ans    | 18,5   |
| 15,6   | 15-29 ans    | 16,6   |
| 18,0   | 0-14 ans     | 18,5   |

| Hommes | Classe d’âge | Femmes |
| ------ | ------------ | ------ |
| 0,6    | 90 ou +      | 1,4    |
| 6      | 75-89 ans    | 7,8    |
| 13,5   | 60-74 ans    | 14,8   |
| 20,7   | 45-59 ans    | 20,1   |
| 19,6   | 30-44 ans    | 19,9   |
| 18,5   | 15-29 ans    | 16,8   |
| 21,2   | 0-14 ans     | 19,2   |

### Enseignement
La commune possède ses propres maternelle et école primaire.

## Économie
- Agriculture : grande culture (céréales, betteraves...).

## Culture locale et patrimoine

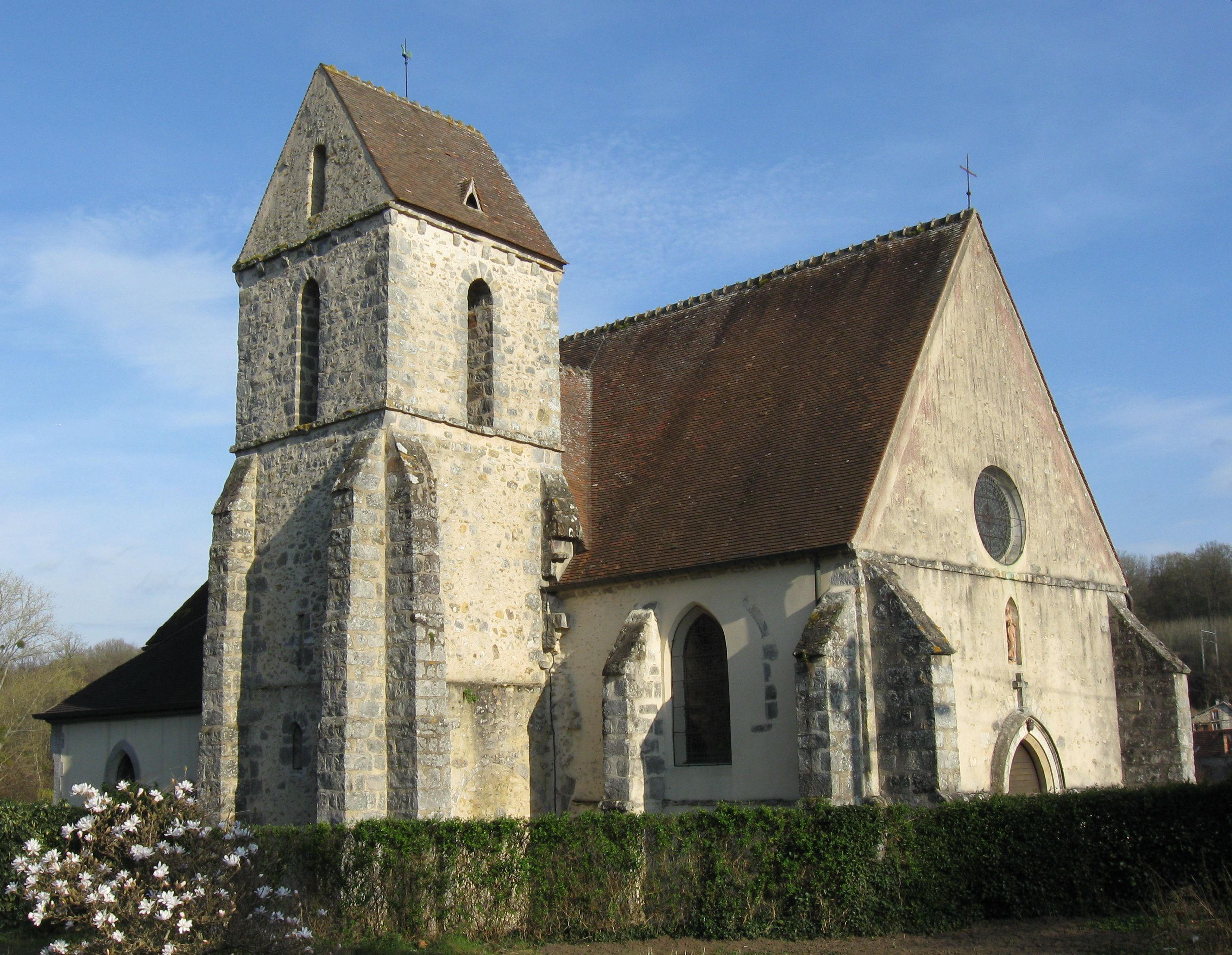
L'église Saint-Hilarion.

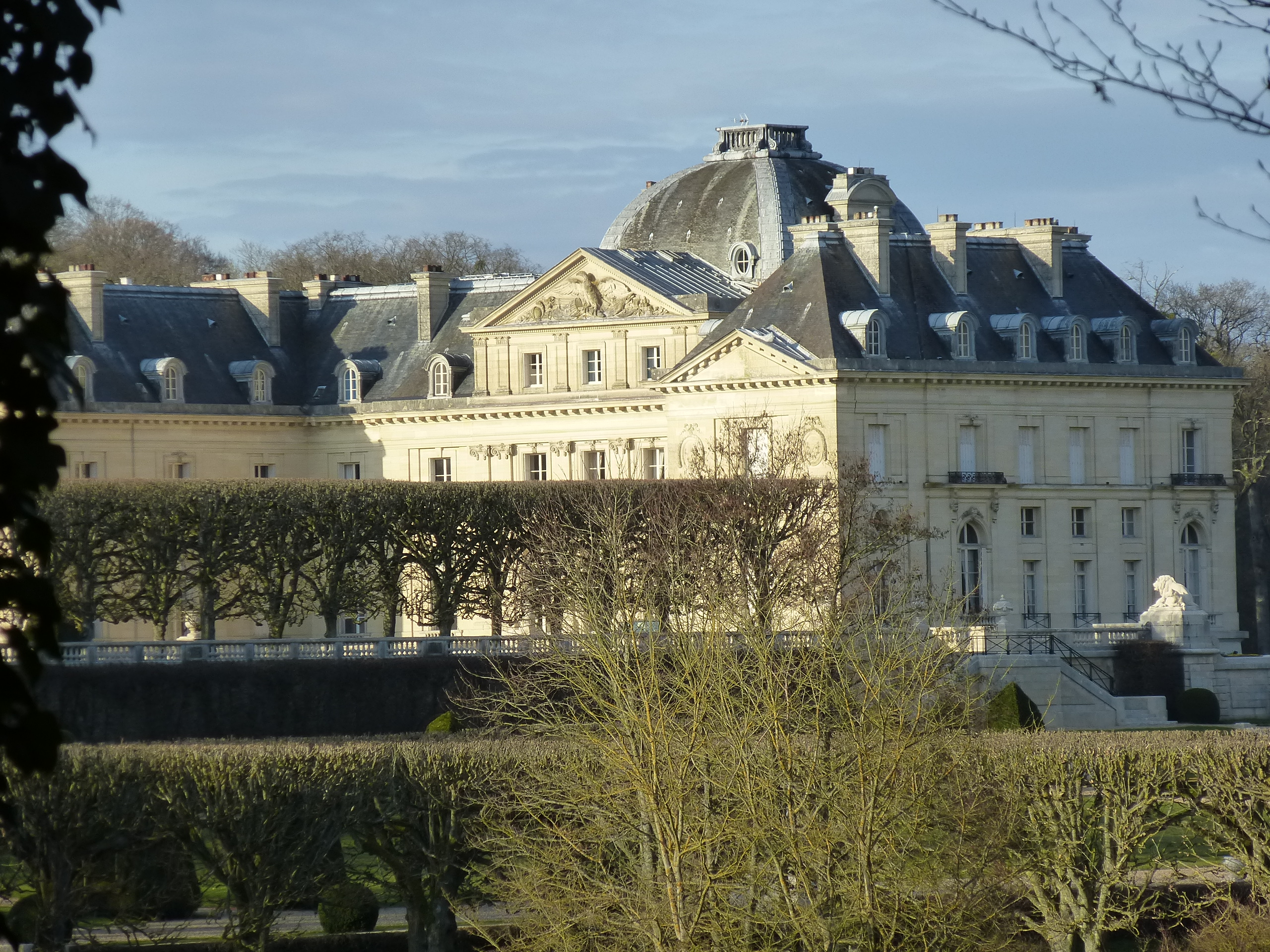
Le château de Voisins.

### Lieux et monuments
- Château de Fosseuil, manoir du XVIIe siècle.
- Château de Voisins.

Construit en 1905 par René Sergent pour le comte de Fels, classé au titre des monuments historiques,.
- Château des buttes noires.

Construit en 1895 par l'architecte Charles Girault, (grand prix de Rome, architecte du petit palais à Paris).
- Église Saint-Hilarion.

Église du XIIe siècle, inscrite au titre des monuments historiques, représentée par le peintre Maurice Utrillo.
- Abri orné de gravure rupestres (sillons parallèles, - 8000 ans av. J.-C.)
- Lavoir du Grand Goulet.

### Personnalités liées à la commune
- Armand Béhic (1809-1891), sénateur et ministre sous le Second Empire en fut maire[réf. nécessaire].
- Gilles Marchal (1944-2013), auteur-compositeur-interprète et historien[31]
- Yves Robert (1920-2002), acteur, scénariste, réalisateur et producteur français. Il vivait au moulin de la Guéville avec Danièle Delorme[32]. Une partie du film La Guerre des boutons a été tournée dans la commune, non loin de sa résidence (rue de la Sablière, rue du Moulin-Neuf, chemin de la Vallée).

### Héraldique
| Blason de Saint-Hilarion (Yvelines) | Blason  | D'azur au lion d'argent lampassé et allumé de gueules, accosté de cinq billettes en chevron versé, accompagné en chef de trois annelets et en pointe de deux fusées, le tout d'or. |
| Blason de Saint-Hilarion (Yvelines) | Détails | Le statut officiel du blason reste à déterminer. |